# Fjodor Wiktorowitsch Fjodorow
Fjodor Wiktorowitsch Fjodorow (russisch Фёдор Викторович Фёдоров, * 11. Juni 1981 in Apatity, Russische SFSR) ist ein russischer Eishockeyspieler, der zuletzt beim HK Lada Toljatti in der Kontinentalen Hockey-Liga unter Vertrag stand. Er ist der jüngere Bruder von Sergei Fjodorow.

## Karriere

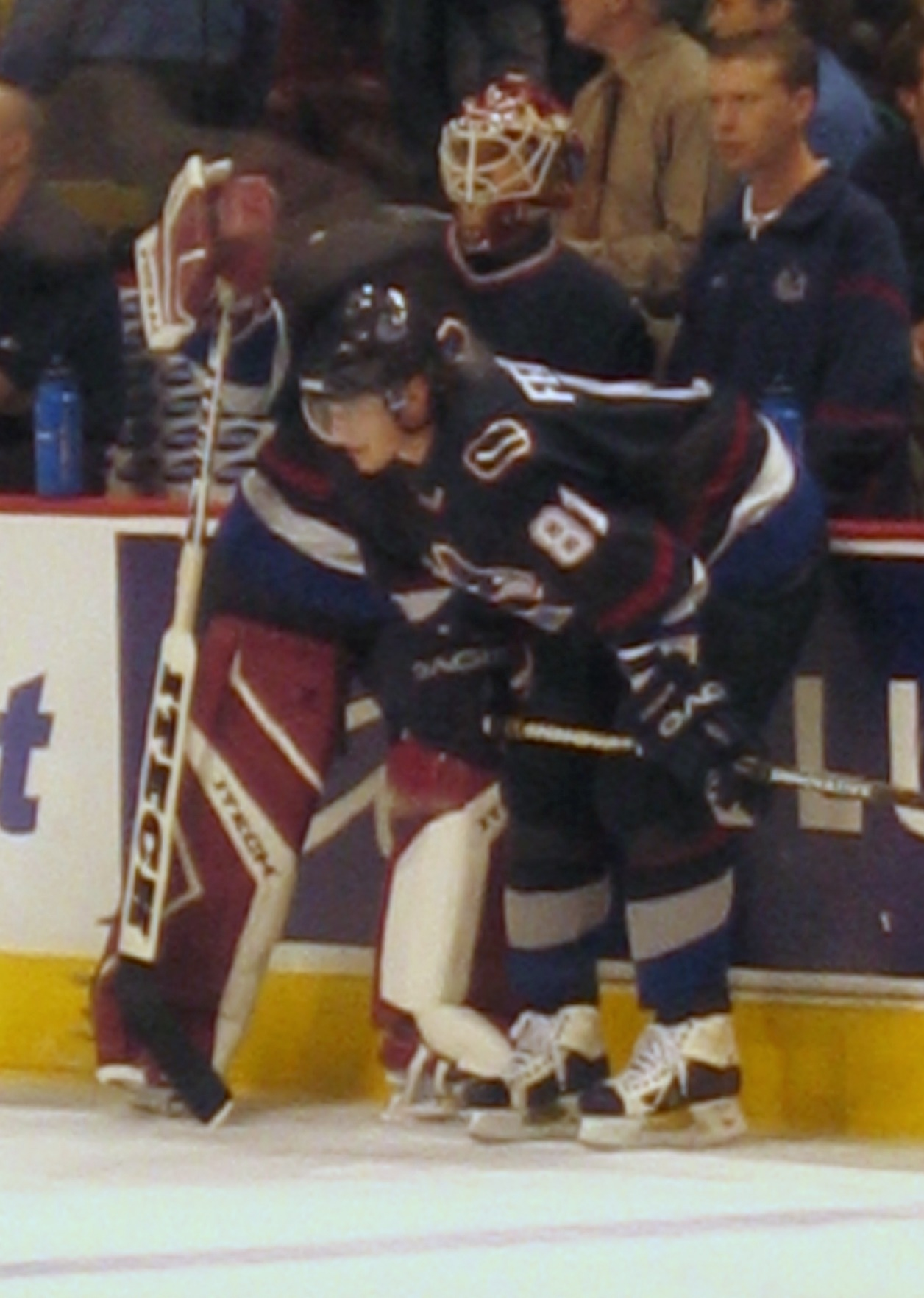
Fjodor Fjodorow (vorne) und Brent Johnson im Trikot der Vancouver Canucks

Fjodor Fjodorow begann seine Spielerkarriere in der United Hockey League in Port Huron, bevor er 1999 in die Ontario Hockey League zu den Windsor Spitfires wechselte. Im gleichen Jahr wurde er beim NHL Entry Draft von den Tampa Bay Lightning in der sechsten Runde an 182. Stelle ausgewählt, aber bis 2001 nicht unter Vertrag genommen. Daher kam er erneut in den Draft und wurde 2001 von den Vancouver Canucks in der dritten Runde an 66. Stelle gezogen. Diese setzten ihn zunächst in deren Farmteams  in den Minor Leagues ein. Er verpasste fast die gesamte Saison 2001/02 aufgrund einer Augenverletzung, die er sich in einem ECHL-Spiel für die Columbia Inferno zugezogen hatte. In der folgenden Spielzeit gab er sein NHL-Debüt für die Canucks, den größten Teil der Saison und auch die darauffolgende Spielzeit bestritt er aber wieder für die Manitoba Moose. Während des Lockouts in der NHL 2004/05 spielte Fjodorow für den HK Spartak Moskau und HK Metallurg Magnitogorsk.
Im Oktober 2005 tauschten ihn die Canucks mit den New York Rangers gegen Jozef Balej und einen Draft-Pick ein. Kurze Zeit später, am 14. Oktober 2005, gab er sein Debüt für die Rangers in einem Spiel gegen die Chicago Blackhawks, allerdings bestritt er wieder die meisten Spiele für die Farmteams der Rangers. Daher entschloss er sich zu einem Wechsel in die Heimat und wurde im Juli 2006 von Lokomotive Jaroslawl unter Vertrag genommen. Am Ende der Saison absolvierte er noch 18 Spiele für die Malmö Redhawks in der schwedischen Elitserien bzw. Kvalserien, in denen er 20 Scorerpunkte erreichen konnte. Für die Spielzeit 2007/08 verpflichtete ihn der HK Dynamo Moskau, wo er eine der besten Spielzeiten seiner Karriere absolvierte. Im Sommer 2008 verpflichteten ihn daraufhin die New Jersey Devils aus der NHL, strichen ihn aber nach dem Trainingscamp aus dem Kader. Da Fjodorow nicht erneut in den nordamerikanischen Minor Leagues spielen wollte, kehrte er nach Russland zurück, wo er einen Vertrag bei Neftechimik Nischnekamsk aus der Kontinentalen Hockey-Liga unterschrieb. Nach nur einem Jahr wechselte er, ebenso wie sein Bruder Sergei, zum HK Metallurg Magnitogorsk.
Im Oktober 2010 kehrte er zu Neftechimik zurück, ehe  er im Mai 2011 vom SKA Sankt Petersburg verpflichtet wurde. Für den SKA absolvierte er in der Folge über 100 KHL-Partien, wobei er vor allem durch eine hohe Anzahl von Strafminuten auffiel. Nach der Saison 2012/13 lief sein Vertrag beim SKA aus und Fjodor Fjodorow wurde von seinem Bruder Sergei, der inzwischen General Manager des HK ZSKA Moskau war, für zwei Jahre verpflichtet. Diesen Vertrag erfüllte der ZSKA jedoch nicht, da er diesen im April 2014 auflöste. In der Folge war Fjodorow vereinslos, ehe er im Oktober des gleichen Jahres vom HK Lada Toljatti verpflichtet wurde.

### International
Fjodor Fjodorow wurde bisher bei zwei großen Turnieren in die russische Nationalmannschaft berufen. Er bestritt die U18-Weltmeisterschaft 1999 und die Weltmeisterschaft der Herren 2005, bei der die russische Auswahl die Bronzemedaille errang.

## Erfolge und Auszeichnungen
- 2005 Bronzemedaille bei der Weltmeisterschaft

## Karrierestatistik

### International
Vertrat Russland bei:
- U18-Junioren-Weltmeisterschaft 1999
- Weltmeisterschaft 2005

(Legende zur Spielerstatistik: Sp oder GP = absolvierte Spiele; T oder G = erzielte Tore; V oder A = erzielte Assists; Pkt oder Pts = erzielte Scorerpunkte; SM oder PIM = erhaltene Strafminuten; +/− = Plus/Minus-Bilanz; PP = erzielte Überzahltore; SH = erzielte Unterzahltore; GW = erzielte Siegtore; 1 Play-downs/Relegation; Kursiv: Statistik nicht vollständig)